# Vi sitter i Ventrilo och spelar DotA
«Vi sitter i Ventrilo och spelar DotA» (укр. Ми сидимо у Вентріло, граємо в DotA, або скорочено «DotA») — пісня шведського танцювального ді-джея Басхантера, в якій звучить реміксована версія французької пісні «Daddy DJ» від Daddy DJ. Слова шведською мовою записувалися за допомогою програми голосового чату Ventrilo під час гри у Defense of the Ancients, в ігровому режимі в Warcraft III: Reign of Chaos. Пісня містить зразки ігрового процесу вищезгаданої гри. Пісня вийшла як другий сингл першого альбому Basshunter LOL <(^^,)>.

## Музичне відео
Відео починається з того, що мати Басхантера (є його справжньою матір'ю) відчиняє двері і дізнається, що він та його друзі грають у DotA. Вона заявляє, що він занадто багато грає у DotA, а він натомість починає співати. У відео він продовжує показувати свою гру в DotA, а пізніше співає в ігровому залі наживо. Кліп знімали не під час DreamHack, як багато хто вважає, а під час подібної події під назвою The Gathering, однієї з найбільших світових вечіркових подій. Один зі слухачів тримає табличку з написом «Vadå båt?» («Що означає човен?») — маючи на увазі початкову плутанину слухачами слів шведської пісні «Boten Anna», де слухачі помилково сприймали слово «boten» (бот) як «båten» (човен). Це пояснюється неправильним перекладом у німецькій версії «Boten Anna», де «Boot» (човен) співається замість слова «Bot» (бот). Інше припущення полягає в тому, що людина, яка тримає цей знак, є німцем, та бажає зробити відсилання на цю помилку і Бассхантер просто записав це як елемент самопародії.
Нове відео починається з того, що він сидить у кріслі, гортає сторінки на екрані, сидячи на своєму стільці, потім вибирає відео з маленького меню, яке плаває в повітрі. Потім на відео звідти можна розгледіти інших людей, які грають у DotA, та кілька кадрів молодої жінки, яка танцює. Його також можна побачити як героя Tiny, де він купує предмет «Butterfly». Нове відео використовує мікс New Single Version.
Музичне відео зняли в Мальме Карл-Йохан Вестрегард та Кім Папу.

## Трек-ліст
- CD сингл

1. «Vi sitter i Ventrilo och spelar DotA» (Single Version) — 3:21
2. «Vi sitter i Ventrilo och spelar DotA» (Club Mix) — 5:43

## Чарти
| Чарт (2006—2007)                        | Позиція |
| --------------------------------------- | ------- |
| Австрія (Ö3 Austria Top 75)             | 18      |
| Данія (Tracklisten)                     | 7       |
| Фінляндія (Suomen virallinen lista)     | 2       |
| Німеччина (Official German Charts)      | 33      |
| Німеччина (Official German Charts) DotA | 30      |
| Ірландія (IRMA)                         | 49      |
| Нідерланди (Mega Single Top 100)        | 9       |
| Норвегія (VG-lista)                     | 7       |
| Словаччина (IFPI)                       | 54      |
| Швеція (Sverigetopplistan)              | 6       |

| Чарт (2006)                | Позиція |
| -------------------------- | ------- |
| Нідерланди (MegaCharts)    | 89      |
| Швеція (Sverigetopplistan) | 16      |

## Нагороди
| Регіон                                                                                          | Сертифікація | Продажі |
| ----------------------------------------------------------------------------------------------- | ------------ | ------- |
| Данія (IFPI Denmark)                                                                            | Золотий      | 4000^   |
| *продажі, що базуються лише на сертифікаціях ^відвантаження, що базуються лише на сертифікаціях |              |         |

Англійська версія пісні під назвою «All I Ever Wanted» вийшла як другий сингл у Великій Британії 7 липня 2008 року. Спочатку планувалося, що другий сингл матиме назву «Будь ласка, не йди», але через деякі технічні проблеми випуск синглу був скасований у Великій Британії та вийшов лише у Швеції.

## Список джерел
1. 1 2 3  ISWC Network
2. ↑  Carina Bergfeldt (26 серпня 2006). Basshunters nya - en orgie i champagne. Aftonbladet. Архів оригіналу за 15 січня 2021. Процитовано 11 грудня 2020.
3. ↑  Carl-Johan Westregård (7 травня 2010). Basshunter – Vi sitter i Ventrilo och spelar DotA. Vimeo. Official Carl-Johan Westregård Vimeo channel linked from official Handbag Studios website. Архів оригіналу за 18 січня 2017. Процитовано 28 серпня 2014.
4. ↑  {{{artist}}} — Vi sitter i Ventrilo och spelar DotA Austriancharts.at (нім.). Ö3 Austria Top 40. Hung Medien.
5. ↑  Danishcharts.dk — {{{artist}}} — Vi sitter i Ventrilo och spelar DotA. Tracklisten. Hung Medien.
6. ↑  Finnishcharts.com — {{{artist}}} — Vi sitter i Ventrilo och spelar DotA. Finland's Official List
7. ↑  BASSHUNTER – VI SITTER I VENTRILO OCH SPELAR DOTA – 84 TITEL VON BASSHUNTER (нім.). officialcharts.de. Архів оригіналу за 24 січня 2016. Процитовано 3 травня 2016.
8. ↑  BASSHUNTER – DOTA (нім.). officialcharts.de. Архів оригіналу за 27 серпня 2018. Процитовано 3 квітня 2018.
9. ↑  "Irish-charts.com – Discography {{{artist}}}". Irish Singles Chart.
10. ↑  Dutchcharts.nl — {{{artist}}} — Vi sitter i Ventrilo och spelar DotA (нід.). Mega Single Top 100. Hung Medien / hitparade.ch.
11. ↑  Norwegiancharts.com — {{{artist}}} — Vi sitter i Ventrilo och spelar DotA. VG-lista. Hung Medien.
12. ↑  SNS IFPI (словац.). Hitparáda — RADIO TOP100 Oficiálna. IFPI Czech Republic. Примітка: вставте в рядок пошуку {{{year}}}{{{week}}}.
13. ↑  Swedishcharts.com — {{{artist}}} — Vi sitter i Ventrilo och spelar DotA. Singles Top 60. Hung Medien.
14. ↑  JAAROVERZICHTEN - Single 2006 (нід.). dutchcharts.nl. Архів оригіналу за 15 квітня 2016. Процитовано 8 травня 2016.
15. ↑  Årslista Singlar - År 2006 (швед.). sverigetopplistan.se. Архів оригіналу за 21 грудня 2016. Процитовано 8 травня 2016.
16. ↑  Guld og platin november / december / januar [Gold and platinum November / December / January]. IFPI Danmark (дан.). 19 лютого 2007. Архів оригіналу за 30 січня 2015. Процитовано 29 серпня 2014.